# La Chapelle-Anthenaise

La Chapelle-Anthenaise este o comună în departamentul Mayenne, Franța. În 2009 avea o populație de 910 de locuitori.